# Marcenat, Cantal
Marcenat är en kommun i departementet Cantal i regionen Auvergne-Rhône-Alpes i mitten av Frankrike. Kommunen ligger  i kantonen Condat som ligger i arrondissementet Saint-Flour. År 2022 hade Marcenat 510 invånare.

## Befolkningsutveckling
Antalet invånare i kommunen Marcenat
Referens:INSEE